# Martha Montaner
Martha Montaner (castellà: Martha Silvana Montaner Formoso)  (Tacuarembó, 6 de gener de 1955 - Montevideo, 9 de març de 2016) va ser una política uruguaiana pertanyent al Partit Colorado.

## Biografia
Era filla de Dora Formoso i del polític pachequista Jaime Montaner. Primer ell i després ella van liderar l'agrupació de la Llista 2215 en el departament de Tacuarembó. Va estudiar odontologia a la Universitat de la República i es va especialitzar en odontologia pediàtrica.
La seva germana Susana Montaner també és política.

## Activitat política
Va ser elegida diputada pel Fòrum Batllista en el departament de Tacuarembó en els anys 1994, 1999 i 2009.
Va integrar l'anomenada «bancada femenina», a la recerca de la promoció de la participació política i els drets del gènere femení, junt amb les també diputades Beatriz Argimón, Raquel Barreiro, Nora Castro, Silvana Charlone, Margarita Percovich, Yeanneth Puñales, María Alejandra Rivero Saralegui, Glenda Rondán, Diana Saravia Olmos, Lucía Topolansky i Daisy Tourné.
En diverses ocasions va ser candidata a la Intendència Departamental de Tacuarembó.
El 2008 es va desvincular del Fòrum Batllista per la seva discrepància amb la manera d'elegir el precandidat. El 2009 es va adherir al moviment Vamos Uruguay, de Pedro Bordaberry. Va ser elegida diputada per al període 2010-2015; a més, durant aquesta legislatura va ser suplent del senador Ope Pasquet al Senat.
Va ocupar un lloc en el Comitè Executiu Nacional (CEN) del Partit Colorado. El 8 de març de 2012 va assumir la Secretaria General del Partit Colorado, sent la primera dona en la història uruguaiana a ocupar el màxim càrrec de representació en un partit polític.
En les eleccions de 2014 va ser escollida per al Senat de la República, càrrec que va ocupar des del 15 de febrer de 2015 i fins a la seva defunció.
Va morir el 9 de març del 2016 de càncer, als 61 anys, .